# Автономна република Крим
Вижте пояснителната страница за други значения на Крим.
Автономна република Крим (на украински: Автономна Республіка Крим; на руски: Автономная Республика Крым; на кримскотатарски: Qırım Muhtar Cumhuriyeti, АРК) съгласно Конституцията на Украйна е автономна република в състава на Украйна, де факто обаче е федерален субект в състава на Руската федерация.
След референдум е присъединена към Русия от 18 март 2014 година като Република Крим (включваща също и Севастопол). Украйна, ЕС, повечето държави от ООН не признават проведения референдум за законен и приемат територията на Крим за незаконно окупирана от Русия.

## География
АРК заема голяма част от Кримския полуостров (без Севастопол) на северния бряг на Черно море. На север граничи с Херсонска област, на запад, юг и югоизток – с Черно море, а на североизток – с Азовско море.

## Население
Населението на АРК е почти 2 милиона души, от които 68% руснаци, 20 % украинци, 10% кримски татари. Столицата е Симферопол, други важни градове са Керч, Евпатория и Балаклава, Ялта (където се провежда известната Ялтенска конференция).

## Административно деление
АРК е разделена на 25 административно-териториални единици, които включват 14 района (с предимно селско население) и 11 т.нар. градски съвета (по-рано райони, с предимно градско население).
- Райони: 1 Бахчисарайски район, 2 Белогорски район, 3 Джанкойски район, 4 Кировски район, 5 Красногвардейски район, 6 Красноперекопски район, 7 Ленински район, 8 Нижнегорски район, 9 Первомайски район, 10 Раздолненски район, 11 Сакски район, 12 Симферополски район, 13 Съветски район, 14 Черноморски район

- Градове: 15 Алуща, 16 Армянск, 17 Джанкой, 18 Евпатория, 19 Керч, 20 Красноперекопск, 21 Саки, 22 Симферопол, 23 Судак, 24 Феодосия, 25 Ялта

- 26 Севастопол (в охра) не влиза в състава на Автономна република Крим.